# ゲオルク・フォン・ベーケーシ
ベーケーシ・ジェルジ（Békésy György、1899年6月3日 - 1972年6月13日）、ドイツ語名ゲオルク・フォン・ベーケーシ（Georg von Békésy）は、ハンガリーの生物物理学者。
哺乳類の聴覚器にある蝸牛の機能の研究で知られる。この研究によって、彼は1960年度のノーベル生理学・医学賞を受賞した。

## 研究
ベケシは、蝸牛を部分的にそのまま残した状態で死体の内耳を解剖する方法を考案した。ストロボ写真と銀の薄片をマーカーとして使って、彼は音の刺激が来ると基底膜が表面波のように振動することを観察することに成功した。蝸牛と基底膜の構造のおかげで異なった周波数の音が蝸牛の螺旋にそって基底膜上の別の場所で増幅されることが分かった。
彼は、異なった周波数の音波は蝸牛から大脳へと続く神経細胞に達するまでに部分的に消失すると結論づけた。そして彼は蝸牛の螺旋に沿って並ぶ聴覚細胞が音の特定の周波数それぞれに対応しているという仮説を打ち立てた。ベケシは後に、基底膜での周波数の分散の概念を取り入れた、蝸牛の機構のモデルを作った。

## 生涯
ベケシはハンガリーのブダペストで、外交官の父アレクサンダー・フォン・ベケシと母パウラの間に生まれた。彼はブダペスト、イスタンブール、ミュンヘン、チューリッヒの学校に通った。ベルンで化学を学び、1926年にエトヴェシュ・ロラーンド大学で博士号を取得した。
第二次世界大戦中は、ハンガリーの郵便局で情報通信の研究を行った。ベケシはこの研究を通じて、聴覚の仕組みに興味を持つようになった。
1946年、ハンガリーを離れ、スウェーデンのカロリンスカ研究所に移った。
1947年、アメリカ合衆国に移住し、1966年までハーバード大学で勤めた。1966年にはハワイ大学の教授となり、1972年にホノルルで死亡した。

## 邦訳
- 感覚と抑制 勝木保次監訳 医学書院 1969年